# Галицька міська рада
Га́лицька міська́ ра́да — адміністративно-територіальна одиниця та орган місцевого самоврядування в Галицькому районі Івано-Франківської області. Адміністративний центр — місто Галич.

## Загальні відомості
- Територія ради: 24,67 км²
- Населення ради: 6256 осіб (станом на 2015 рік)
- Територією ради протікає річка Дністер

## Населені пункти
Міській раді підпорядковані населені пункти:
- м. Галич

## Склад ради
Рада складається з 30 депутатів та голови.
- Голова ради:
- Секретар ради: Сидорик Ольга Богданівна

### Керівний склад попередніх скликань
| Прізвище, ім'я, по батькові | Основні відомості                    | Дата обрання | Дата звільнення |
| --------------------------- | ------------------------------------ | ------------ | --------------- |
| Трачик Орест Антонович      | Міський голова, 1958 року народження | 26.03.2006   | 31.10.2010      |
| Трачик Орест Антонович      | Міський голова, 1958 року народження | 31.10.2010   |                 |

Примітка: таблиця складена за даними сайту Верховної Ради України

### Депутати
За результатами місцевих виборів 2010 року депутатами ради стали:

#### За суб'єктами висування
| Суб'єкт висування                                                                    | Кількість обраних депутатів | %    |
| ------------------------------------------------------------------------------------ | --------------------------- | ---- |
| Політична партія Всеукраїнське об'єднання «Батьківщина»                              | 7                           | 23,3 |
| Політична партія «Наша Україна»                                                      | 6                           | 20   |
| Політична партія «Фронт Змін»                                                        | 4                           | 13,3 |
| Партія регіонів                                                                      | 3                           | 10   |
| Політична партія Всеукраїнське об'єднання «Свобода»                                  | 3                           | 10   |
| Партія промисловців і підприємців України                                            | 2                           | 6,7  |
| Політична партія «УДАР (Український Демократичний Альянс за Реформи) Віталія Кличка» | 2                           | 6,7  |
| Народна партія                                                                       | 1                           | 3,3  |
| Партія «Відродження»                                                                 | 1                           | 3,3  |
| Політична партія Народний Рух України                                                | 1                           | 3,3  |

#### За округами
| № округу                                                                             | Прізвище, ім'я, по батькові       | Дата визнання обраним | Освіта           | Партійна приналежність                                                                     | Відомості про обраного депутата                                          |
| ------------------------------------------------------------------------------------ | --------------------------------- | --------------------- | ---------------- | ------------------------------------------------------------------------------------------ | ------------------------------------------------------------------------ |
| Народна Партія                                                                       |                                   |                       |                  |                                                                                            |                                                                          |
| 15                                                                                   | Козелківська Іванна Іванівна      | 02.11.2010            | вища             | член Народної партії                                                                       | Галицька РДА, головний спеціаліст по кадрах                              |
| Партія «ВІДРОДЖЕННЯ»                                                                 |                                   |                       |                  |                                                                                            |                                                                          |
| 4                                                                                    | Кантор Олег Михайлович            | 02.11.2010            | вища             | позапартійний                                                                              | Галицький ринок, директор                                                |
| Партія промисловців і підприємців України                                            |                                   |                       |                  |                                                                                            |                                                                          |
| 8                                                                                    | Сівецький Руслан Владиславович    | 02.11.2010            | середня          | член Партії промисловців і підприємців України                                             | приватний підприємець                                                    |
| 10                                                                                   | Дирда Ігор Васильович             | 02.11.2010            | вища             | член Партії промисловців і підприємців України                                             | ТзОВ «Галиченерго», начальник                                            |
| Партія регіонів                                                                      |                                   |                       |                  |                                                                                            |                                                                          |
| б/м                                                                                  | Бродович Марта Богданівна         | 02.11.2010            | вища             | член Партії регіонів                                                                       | Галицька центральна районна лікарня, медсестра                           |
| б/м                                                                                  | Курдидик Іван Григорович          | 02.11.2010            | незакінчена вища | член Партії регіонів                                                                       | тимчасово не працює                                                      |
| 11                                                                                   | Сегін Роман Володимирович         | 02.11.2010            | середня          | член Партії регіонів                                                                       | пенсіонер                                                                |
| Політична партія Всеукраїнське об'єднання «Батьківщина»                              |                                   |                       |                  |                                                                                            |                                                                          |
| б/м                                                                                  | Побуцький Семен Омелянович        | 02.11.2010            | вища             | позапартійний                                                                              | Національний заповідник «Давній Галич», заступник генерального директора |
| б/м                                                                                  | Чолій Тарас Ярославович           | 02.11.2010            | вища             | позапартійний                                                                              | енерго-технікум м. Бурштин, викладач                                     |
| б/м                                                                                  | Мартинюк Зоряна Любомирівна       | 02.11.2010            | середня          | позапартійна                                                                               | Галицька центральна районна лікарня, лаборант                            |
| б/м                                                                                  | Бабак Зіновій Степанович          | 02.11.2010            | вища             | член Всеукраїнського об'єднання «Батьківщина»                                              | приватний підприємець                                                    |
| 1                                                                                    | Сидорик Ольга Богданівна          | 02.11.2010            | середня          | позапартійна                                                                               | Галицька міська рада, секретар                                           |
| 3                                                                                    | Король Євстахія Василівна         | 02.11.2010            | вища             | позапартійна                                                                               | Фонд соціального страхування від нещасних випадків, начальник            |
| 12                                                                                   | Козакевич Володимир Олександрович | 02.11.2010            | вища             | член Всеукраїнського об'єднання «Батьківщина»                                              | приватний підприємець                                                    |
| Політична партія Всеукраїнське об'єднання «Свобода»                                  |                                   |                       |                  |                                                                                            |                                                                          |
| б/м                                                                                  | Бурда Ганна Євгенівна             | 02.11.2010            | середня          | член Всеукраїнського об'єднання «Свобода»                                                  | ПП «Луква», головний бухгалтер                                           |
| б/м                                                                                  | Крижанівський Роман Леонідович    | 02.11.2010            | середня          | член Всеукраїнського об'єднання «Свобода»                                                  | тимчасово не працює                                                      |
| 9                                                                                    | Чуйко Володимир Тарасович         | 02.11.2010            | вища             | член Всеукраїнського об'єднання «Свобода»                                                  | ПАТ Укрсоцбанк, начальник                                                |
| Політична партія Народний Рух України                                                |                                   |                       |                  |                                                                                            |                                                                          |
| 14                                                                                   | Петрів Ганна Григорівна           | 02.11.2010            | середня          | позапартійна                                                                               | пенсіонер                                                                |
| Політична партія «Наша Україна»                                                      |                                   |                       |                  |                                                                                            |                                                                          |
| б/м                                                                                  | Бойчук Андрій Йосипович           | 02.11.2010            | вища             | позапартійний                                                                              | пенсіонер                                                                |
| б/м                                                                                  | Олійник Олександр Юліанович       | 02.11.2010            | середня          | позапартійний                                                                              | ВАТ «Міжрайагро постач», заступник голови                                |
| 5                                                                                    | Леочко Степан Миколайович         | 02.11.2010            | середня          | позапартійний                                                                              | Галицька ЦРЛ, фельдшер                                                   |
| 6                                                                                    | Фрейнак Іван Михайлович           | 02.11.2010            | вища             | позапартійний                                                                              | Галицька гімназія, вчитель                                               |
| 7                                                                                    | Манюх Володимир Ярославович       | 02.11.2010            | вища             | позапартійний                                                                              | Галицька ЦРЛ, лікар                                                      |
| 13                                                                                   | Турчин Наталія Іванівна           | 02.11.2010            | середня          | позапартійна                                                                               | Галицька ЦРЛ, фельдшер                                                   |
| Політична партія «УДАР (Український Демократичний Альянс за Реформи) Віталія Кличка» |                                   |                       |                  |                                                                                            |                                                                          |
| б/м                                                                                  | Білик Іван Іванович               | 02.11.2010            | вища             | член Політичної партії «УДАР (Український Демократичний Альянс за Реформи) Віталія Кличка» | Галицьке УЕГГ, інженер метролог                                          |
| б/м                                                                                  | Усачук Володимир Степанович       | 02.11.2010            | вища             | член Політичної партії «УДАР (Український Демократичний Альянс за Реформи) Віталія Кличка» | Бурштинська ДЮСШ, директор                                               |
| Політична партія «Фронт Змін»                                                        |                                   |                       |                  |                                                                                            |                                                                          |
| б/м                                                                                  | Водославський Юрій Іванович       | 02.11.2010            | вища             | член Політичної партії «Фронт Змін»                                                        | Галицька центральна районна лікарня, стоматолог                          |
| б/м                                                                                  | Ганущак Андрій Євстахович         | 02.11.2010            | вища             | член Політичної партії «Фронт Змін»                                                        | тимчасово не працює                                                      |
| б/м                                                                                  | Готра Лілія Петрівна              | 17.11.2010            | вища             | член Політичної партії «Фронт Змін»                                                        | ПП «Горчак», фінансовий директор                                         |
| 2                                                                                    | Підріз Андрій Анатолійович        | 02.11.2010            | вища             | член Політичної партії «Фронт Змін»                                                        | Галицьке УЕГГ, інженер проектант                                         |